# Luitgard van Zwaben
Luitgard van Schwaben (ook wel Luitgard van Ravenstein) (Schwaben, 1100 - Sint-Petersburg, 19 juni 1145) was een gravin van Schwaben bij geboorte en door haar huwelijk met Koenraad I van Meissen markgraaf van Meissen.

## Familie
Luitgard werd geboren als de dochter van hertog Frederik I van Schwaben (1050-1105) en Agnes Salian (1074-1143). In 1119 trouwde ze met Koenraad I van Meissen. Het echtpaar kreeg 13 kinderen:
- Heinrich I van Meissen (1122)
- Otto van Meissen (1125-1190), markgraaf van Meissen
- Oda van Meissen (1126)
- Bertha van Meissen (1127)
- Diederik van Meissen (1129-1185), markgraaf van Lausitz
- Hermann van Meissen (1130-1177), graaf van Brehna
- Adelheid van Meissen (1133-1181), koningin van Denemarken
- Heinrich I van Meissen (1135-1181), graaf van Wettin
- Dedo V van Meissen (1136-1190), graaf van Groitzsch
- Sofie van Meissen (1138-?)
- Gertrude van Meissen (1141-?), gravin van Käfernburg
- Agnes II van Meissen (1141-1203)
- Friedrich I van Meissen (1143-1182), graaf van Brehna